# Zumala intermedia
Zumala intermedia är en insektsart som beskrevs av Henry, G.M. 1939. Zumala intermedia ingår i släktet Zumala och familjen vårtbitare. Inga underarter finns listade i Catalogue of Life.